# 蓝黑果荚蒾
蓝黑果荚蒾（学名：Viburnum atrocyaneum）是五福花科荚蒾属的植物。分布在缅甸、泰国、印度、不丹以及中国大陆的西藏、云南等地，生长于海拔1,900米至3,200米的地区，见于密林、山脊的疏林、山坡及灌丛中，目前尚未由人工引种栽培。

## 别名
光荚蒾（拉汉种子植物名称）

## 异名
- Viburnum atrocyaneum C. B. Clarke ssp. harryanum (Rehd.) Hsu